# Pine Castle
Pine Castle statisztikai település az Amerikai Egyesült Államok Florida államában, Orange megyében. Lakosainak száma 11 122 fő (2020. április 1.).

## Népesség
A település népességének változása:

| 2010 | 10 805 |
| 2020 | 11 122 |